# Рамос, Фелипе
Фелипе де Хесус Рамос Рисо (исп. Felipe de Jesús Ramos Rizo; род. 10 марта 1963, Мехико) — мексиканский футбольный судья.

## Биография
Судил со 2 мая 1993 года матчи в чемпионате Мексики и в международных турнирах. С 1999 по 2003 годы признавался лучшим арбитром Мексики. Судил финальный матч футбольного турнира Олимпиады в Сиднее между Камеруном и Испанией и стал первым мексиканцем, удостоившимся такой чести. В 2001 году он был назначен судьёй матча между сборными Ирака и Ирана, участвовавшими в отборочном матче к чемпионату мира 2002 года. Судил матчи двух Золотых кубков КОНКАКАФ, двух кубков УНКАФ (1999—2003), финал Карибского кубка (1998), матчи чемпионата мира среди молодёжи в Нигерии (1999) и матчи отбора к чемпионату мира в Азии, Северной и Южной Америки. Рамос, таким образом, судил матчи трёх различных конфедераций ФИФА.
В 2002 году Рамос работал на матчах чемпионата мира по футболу и был резервным судьёй игры Франции и Сенегала (победа Сенегала 1:0). Всего он работал на трёх матчах чемпионата мира, отметившись удалением Тьерри Анри в матче Франция-Уругвай и удалением Роналдиньо в четвертьфинале Англия-Бразилия. В настоящее время работает аналитиком судейства в программе Futbol Picante канала ESPN Deportes.

## Матчи ЧМ-2002
| Дата         | Место                                | Раунд         | Команды            | Счёт |
| ------------ | ------------------------------------ | ------------- | ------------------ | ---- |
| 6 июня 2002  | Главный стадион Азиатских игр, Пусан | Группа A      | Франция- Уругвай   | 0:0  |
| 12 июня 2002 | Стадион Чеджу, Согвипхо              | Группа B      | Словения- Парагвай | 1:3  |
| 21 июня 2002 | Стадион Сидзуока, Фукурои            | Четвертьфинал | Англия- Бразилия   | 1:2  |